# Gennadi Chazanov

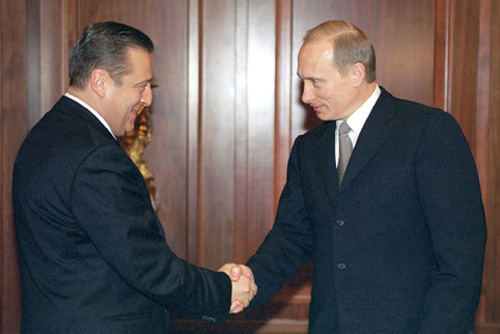
Chazanov met Vladimir Poetin in 2002.

Gennadi  Viktorovitsj Chazanov (Russisch: Генна́дий Ви́кторович Хаза́нов) (Moskou, 1 december 1945) is een Russisch stand-upcomedian en acteur. Hij is het bekendst vanwege zijn persiflages van sovjet- en Russische politici. In 1999 was hij tevens president van de Veiligheidsstichting van de Russisch-Joodse gemeenschap. Deze stichting werd opgericht om het heersende antisemitisme rond Moskou tegen te gaan.